# Daniele Delfino
Daniele Delfino (ur. 22 stycznia 1688 w Wenecji, zm. 13 marca 1762 w Udine) – włoski kardynał.

## Życiorys
Urodził się 22 stycznia 1688 roku Wenecji, jako syn Danielego III Delfino i Pisany Bembo. Studiował na Uniwersytecie Padewskim, gdzie uzyskał doktorat. 6 grudnia 1714 roku został tytularnym arcybiskupem Aureliopolis i koadiutorem patriarchatu Akwilei, a 7 kwietnia 1715 roku przyjął sakrę. W 1734 roku zsukcedował diecezję akwilejską. 10 kwietnia 1747 roku został kreowany kardynałem prezbiterem i otrzymał kościół tytularny Santa Maria sopra Minerva. W 1751 roku Benedykt XIV wygasił patriarchat Akwilei i erygował w jego miejsce archidiecezje Udine i Gorycji. W tym samym roku Delfino został arcybiskupem tej pierwszej. Zmarł 13 marca 1762 roku w Udine.